# Happy Mosel

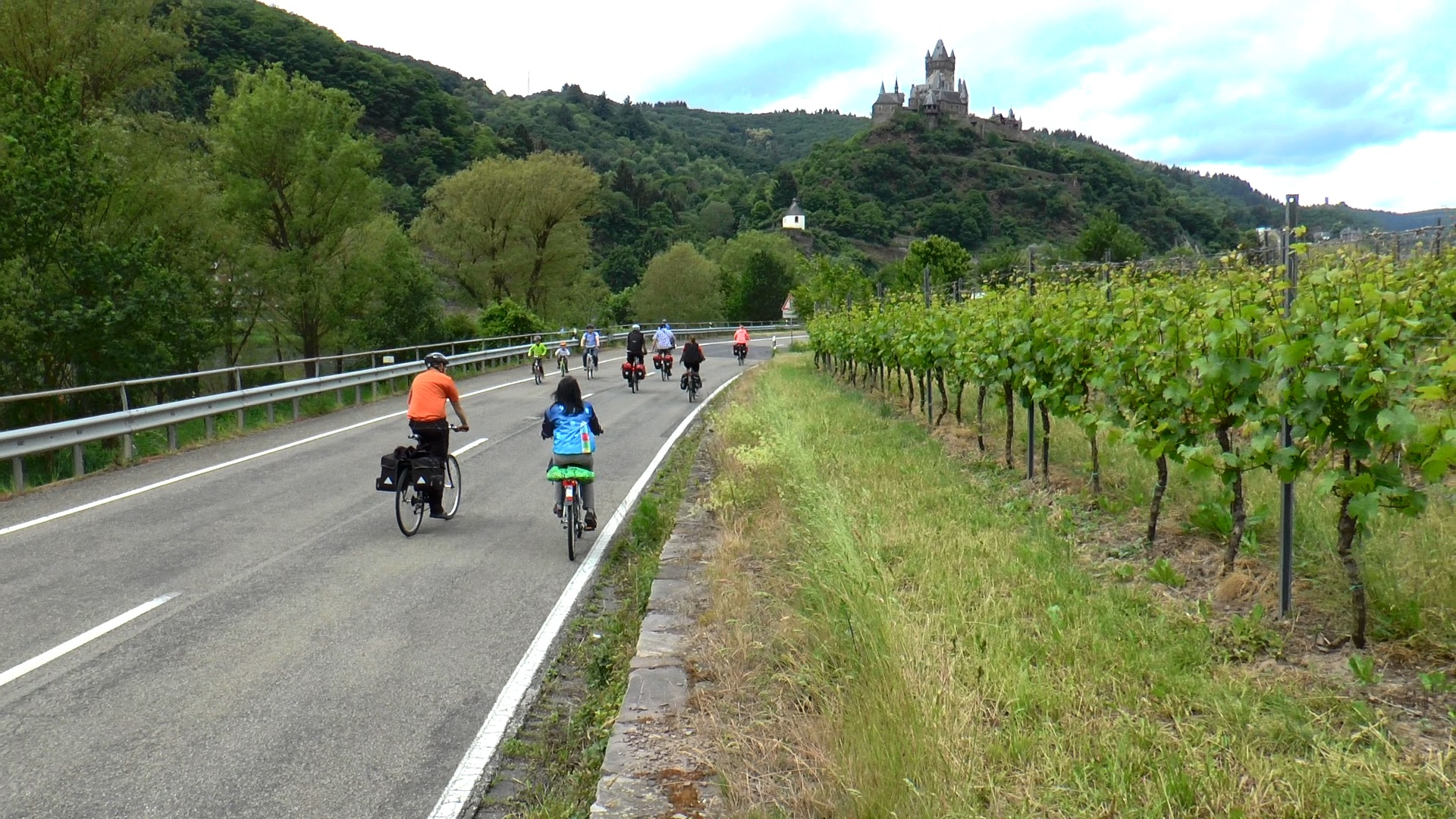
Radler auf der L 98 mit Blick zur Reichsburg Cochem jenseits der Mosel.

Happy Mosel war ein jährlich wiederkehrender autofreier Erlebnistag entlang der Moselweinstraße in Rheinland-Pfalz. Erstmals wurde das Ereignis 1992 begangen. Am 11. Juni 2017 fand die Veranstaltung zum letzten Mal statt.
Happy Mosel fand 2010 erstmals auf einer Strecke von 180 Kilometern zwischen Winningen und Schweich statt und hatte 2009 (noch zwischen Cochem und Schweich auf rund 140 km) nach Angaben des Veranstalters 104.000 Teilnehmer. Die Straßenzüge wurden komplett für den motorisierten Verkehr gesperrt und den Radfahrern, Inlineskatern und Wanderern überlassen. Happy Mosel fand grundsätzlich am ersten Sonntag nach Pfingsten statt und stellte seinerzeit die größte Straßensperrung Europas dar. Der autofreie Erlebnistag fand 2009 schon am 3. Mai statt, weil der vorgesehene 7. Juni 2009 mit der Kommunal- und Europawahl zusammengefallen wäre. Alle Orte, auch die im gesperrten Bereich, waren mit dem Auto zu erreichen. In den meisten Orten fand ganztägig ein Festbetrieb statt und viele Hotels boten Pauschalen für das Wochenende an.
In den letzten Jahren vor Einstellung der Veranstaltung war nicht nur die Sperrzeit von 9 bis 19 Uhr auf 10 bis 18 Uhr deutlich verkürzt, sondern auch die Strecke in etwa halbiert worden. In geraden Jahren fand die Veranstaltung von Schweich bis Reil (81 km) und in ungeraden von Pünderich bis Winningen (85 km) statt. Die Summe der Teilstrecken zweier aufeinander folgender Jahre war deshalb kürzer geworden, weil nicht mehr sämtliche Straßen beiderseits des Flusses gesperrt wurden; so war das gemeinsame Stück der B 53 mit der B 50 (hier auch E 42) ausgenommen. Die nicht motorisierten Teilnehmer konnten zwar von der linken auf die rechte Moselseite ausweichen, mussten sich jedoch die Brücken mit den Kraftfahrzeugen teilen.
Ähnliche Aktionstage gibt es zu anderen Terminen an Rhein (Tal Total und RheinRadeln), Sieg (Siegtal Pur), Saar (Saar-Pedal), Ruwer und Aar (Fahr zur Aar).